# Amiota elongata
Amiota elongata är en tvåvingeart som beskrevs av Toyohi Okada 1960. Amiota elongata ingår i släktet Amiota och familjen daggflugor. Inga underarter finns listade i Catalogue of Life.